# Jerapetra

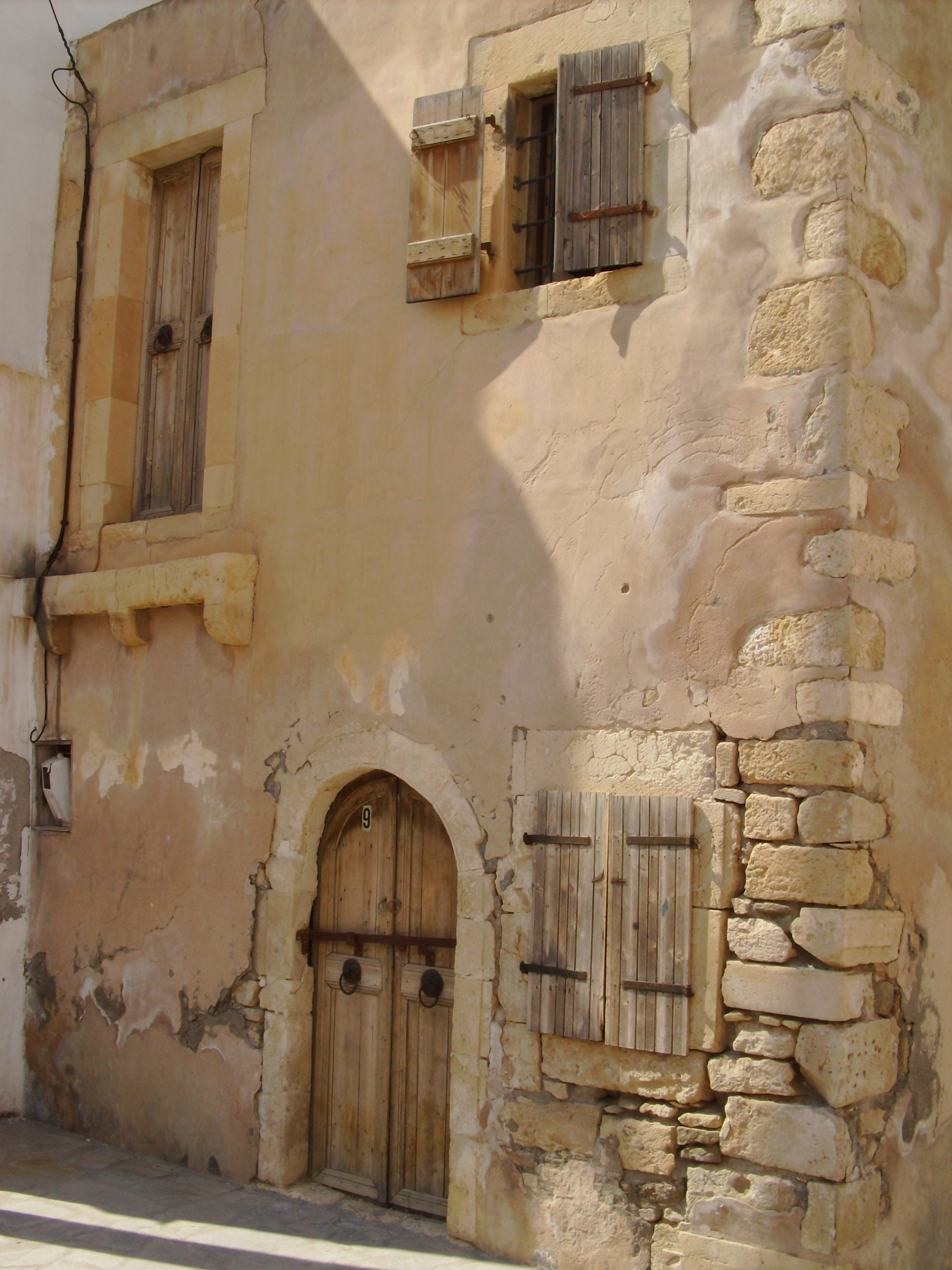
Tzw. dom Napoleona

Jerápetra (gr. Ιεράπετρα) – miasto w Grecji, na południowo-wschodnim wybrzeżu Krety, w administracji zdecentralizowanej Kreta, w regionie Kreta, w jednostce regionalnej Lasiti. Siedziba gminy Jerapetra. W 2011 roku liczyło 12 355 mieszkańców.

## Lokalizacja
Jedyne miasto południowego wybrzeża Krety, o najwyższej temperaturze zarówno latem, jak i zimą, co zawdzięcza stałemu wpływowi powietrza z kontynentu afrykańskiego, od którego w linii prostej dzieli je ok. 300 km. Jest zarazem najdalej na południe wysuniętym miastem Europy, usytuowanym w najwęższym miejscu (14 km) wyspy. Podstawą miejscowej gospodarki są okoliczne tereny rolniczych upraw (pomidory i wczesne warzywa), turystyka odgrywa drugorzędną rolę.  

## Historia
W starożytności znane pod nazwą Hierapytna, było strategicznie ważnym miejscem dla greckiego handlu z Afryką, a w IV wieku p.n.e. stało się jednym z najważniejszych miast Krety. Istotną rolę odgrywało również w okresie panowania rzymskiego, kiedy powstały teatry, łaźnie i świątynie, nie zachowane jednak do dziś. W IX wieku miasto zostało zniszczone podczas najazdów arabskich; ponownie rozwinęło się w czasach rządów Wenecjan i Turków.
Obecnie to rozległe przestrzennie miasto o dość niskiej zabudowie, rozciągnięte wzdłuż plaż zatoki Jerapetra na obrzeżu Morza Libijskiego.

## Zabytki i obiekty turystyczne
Dzisiejsze Jerapetra jest pozbawionym wyrazu miastem o wyglądzie współczesnym, oferującym głównie komfort spokojnego wypoczynku. Pewną atrakcję turystyczną stanowią jedynie uliczki starówki z czasów tureckich. W obecnej zabudowie wyróżnia się:
- twierdza portowa Kales – zbudowana w XV wieku na przylądku przez Wenecjan
- stary meczet z towarzyszącym minaretem i publicznym zdrojem (çeşme) do ablucji
- „dom Napoleona” – dom rodziny Peruliu, w którym nocował Napoleon Bonaparte w drodze do Egiptu (1798); w domu urządzone jest muzeum, a Ierapetra jest oficjalnym członkiem Federacji Miast Napoleońskich[2]
- muzeum archeologiczne – w zaadaptowanym budynku dawnej szkoły tureckiej, z bogatymi zbiorami ceramiki; na uwagę zasługuje minojski sarkofag zdobiony scenami z życia codziennego oraz posąg bogini Demeter